# Dave Silk (rychlobruslař)
David William „Dave“ Silk (* 18. října 1965 Butte, Montana) je bývalý americký rychlobruslař.
V roce 1983 startoval na juniorském světovém šampionátu. O dva roky později se poprvé zúčastnil Mistrovství světa ve víceboji, kde obsadil šestou příčku. Od roku 1985 závodil ve Světovém poháru, přičemž hned v úvodním ročníku dosáhl celkového vítězství na dlouhých tratích 5000 a 10 000 m. Největšího úspěchu dosáhl v sezóně 1987/1988, kdy získal bronzovou medaili na MS ve víceboji. Startoval také na Zimních olympijských hrách 1988 (1500 m – 15. místo, 5000 m – 6. místo, 10 000 m – 14. místo). Následující sezónu zcela vynechal, poslední závod absolvoval v roce 1990, kdy se zúčastnil světového vícebojařského šampionátu.